# (10159) Tokara
(10159) Tokara est un astéroïde de la ceinture principale.

## Description
(10159) Tokara est un astéroïde de la ceinture principale. Il fut découvert le 9 décembre 1994 à Ōizumi par Takao Kobayashi. Il présente une orbite caractérisée par un demi-grand axe de 2,41 UA, une excentricité de 0,13 et une inclinaison de 7,4° par rapport à l'écliptique.

## Compléments